# ويليام إيرل بوتشان
ويليام إيرل بوتشان (بالإنجليزية: William Earl Buchan)‏ هو ربان ‏ أمريكي، ولد في 9 مايو 1935 في سياتل في الولايات المتحدة.

## وصلات خارجية
- ويليام إيرل بوتشان على موقع الاتحاد الدولي للملاحة الشراعية (موقع جديد) (الإنجليزية)
- ويليام إيرل بوتشان على موقع الاتحاد الدولي للملاحة الشراعية (موقع قديم) (الإنجليزية)
- ويليام إيرل بوتشان على موقع اللجنة الأولمبية الدولية (الإنجليزية)
- ويليام إيرل بوتشان على موقع أوليمبيديا (الإنجليزية)